# Ciechanówek
Ciechanówek – kolonia w Polsce położona w województwie kujawsko-pomorskim, w powiecie golubsko-dobrzyńskim, w gminie Zbójno.
Na północny zachód od wsi Działyń w latach 50. XIX wieku osiedlili się rolnicy Andrzej Ciechanowski (urodzony we wsi Osówka) i Marianna Ciechanowska z d. Gruszczyńska. W 1861 urodził im się syn Jan Ciechanowski, jego miejsce urodzenia: Rumunki Ciechanówek, to jeden z pierwszych zapisów urzędowych gdzie widnieje ta nazwa.
W latach 1975–1998 miejscowość należała administracyjnie do województwa włocławskiego.
Zobacz też: Ciechanów, Ciechanowice